# 桜井伊兵衛 (5代)
5代 桜井 伊兵衛（さくらい いへえ、1887年（明治20年）11月2日 - 1966年（昭和41年）11月7日）は、明治時代後期から昭和時代の地主、政治家、実業家。貴族院多額納税者議員。幼名は徳太郎。

## 経歴
4代桜井伊兵衛の長男として群馬県西群馬郡高崎本町（高崎町を経て現高崎市）に生まれ、伊兵衛を襲名する。1905年（明治38年）東京府開成中学校を卒業する。1910年（明治43年）高崎銀行監査役に就任したほか、上毛貯蓄銀行相談役、高崎板紙、高崎製飴、群馬紡績各取締役などを歴任した。1917年（大正6年）には高崎政友倶楽部を組織し会長となった。
1918年（大正7年）、群馬県多額納税者として貴族院議員に互選され、同年9月29日から1925年（大正14年）9月28日まで在任。1926年（大正15年）高崎市教育会長となった。その他、群馬県教育会副会長、帝国教育会評議員・理事、高崎市農業会長、高崎市商業会議所特別議員、群馬県農会議員などを務めた。
戦後は、群馬大学、群馬県立高崎女子高等学校の振興会長などを務めた。

## 親族
- 父：4代桜井伊兵衛（貴族院多額納税者議員）